# Синтаксически управляемая трансляция
В информатике, Синтаксически управляемая трансляция (СУТ, англ. Syntax-directed translation, SDT) — преобразование текста в последовательность команд, через добавление таких команд в правила грамматики. Во время обработки строки синтаксический анализатор находит последовательность применений правил. СУТ предоставляет простой способ связи такого синтаксиса с семантикой.
Синтаксически управляемая трансляция работает за счет добавления действий в контекстно-свободную грамматику. Эти действия будут осуществляться, когда соответствующее правило используется в выводе. Описание грамматики с такими действиями называется схемой синтаксически управляемой трансляции (или просто схемой трансляции).
Каждый символ в грамматике может иметь атрибуты, которые содержат данные. Обычно такие атрибуты могут включать в себя тип переменной, значение выражения, и т.п. Для символа X с атрибутом t обращение к атрибуту может выглядеть как X.t.
Таким образом, используя действия и атрибуты, грамматика может быть применена для перевода на другой язык текста с языка, порождаемого ею, выполнением действий и переносом информации через атрибуты символов.